# Георги Ковачев (политик)
Георги Лазаров Ковачев е български политик, деец на Българския земеделски народен съюз.

## Биография
Георги Ковачев е роден на 26 април 1896 година в неврокопското село Каракьой, тогава в Османската империя. Завършва четвърти клас в родното си село. След Междусъюзническата война в 1913 година, когато Каракьой попада в Гърция, семейството се установява в останалото в България село Долен. Става член на БЗНС и активист на организацията в Неврокопско. При управлението на БЗНС е избран за кмет на Долен. Сблъсква се с опитващата се да установи доминация в Петрички окръг ВМРО. След Деветоюнския преврат в 1923 година успява да се спаси в Пловдивско и се установява в село Марково. Още същата година обаче е открит от ВМРО, отвлечен е и застрелян при опит за бягство на път за Пловдив.